# José Maria Noronha Feital
José Maria Noronha Feital (Cantagalo, RJ, 2 de fevereiro de 1818 – Cantagalo, 15 de julho de 1873) foi um médico brasileiro.
Doutorado pela Faculdade de Medicina do Rio de Janeiro em 12 de dezembro de 1839, defendendo a tese “Algumas proposições em Medicina”. Foi eleito membro da Academia Nacional de Medicina em 1846, com o número acadêmico 63, na presidência de Joaquim Cândido Soares de Meireles.